# Hideaki Takizawa
Hideaki Takizawa (滝沢秀明 Takizawa Hideaki, Tòquio, 29 de març de 1982), també conegut pel sobrenom artístic Tackey (タッキー Takki), és un productor i antic idol, cantant i actor japonès. Format com a cantant i actor a l'agència de talents Johnny & Associates, va debutar el 2002 amb el duet Tackey & Tsubasa, juntament amb Imai Tsubasa. De la seva faceta com a actor són conegudes els seus espectacles Takizawa Enbujo i Takizawa Kabuki. Es retirà de la part activa de l'espectacle el gener de 2019. Entre 2019 i 2022 va ser vicepresident de Johnny & Associates i president de Johnny's Island, filial de la mateixa agència.

## Biografia
Entrà a formar part de l'agència Johnny & Associates el 1995, amb tretze anys. En pocs anys es va convertir en el líder de la secció dels Johnny's Jr., sent el primer en donar el tret de sortida al programa The Shonen Club, on apareixen i es donen a conèixer regularment els aspirants d'aquesta secció cantant i ballant per al públic. Dintre d'aquesta secció, posteriorment, ha estat considerat com un mentor o mestre de les noves generacions, al costat d'altres membres de l'agència com foren Masahiro Nakai o Tsuyoshi Kusanagi, del ja desaparegut grup SMAP.
El 2002 va debutar amb Tsubasa Imai en el duet Tackey & Tsubasa sota el segell discògrafic Avex. Val a dir que hi hagué diverses negociacions dintre de l'agència, perquè la idea del president Johnny Kitagawa era que els ambdós debutessin en el món de l'espectacle per separat, i no pas com conjuntament. Amb tot, Takizawa també va treure alguns senzills en solitari l'any 2009. També fou destacada la seva faceta com a actor, participant a diversos dorama i, ocasionalment, film, fent-se especialment conegut amb el dorama Majo no Jōken (1999), on interpretava un jove estudiant que mantenia una relació amorosa controvertida amb la seva professora d'institut. Un dels espectacles amb que més reconeixement ha estat amb les obres de teatre conegudes com a Takizawa Enbujo i Takizawa Kabuki, que començà a realitzar a partir de 2006, versions modernitzades del teatre tradicional japonès kabuki, amb una barreja de música en viu, dansa i un drama extravagant, amb un notable èxit de públic.
L'octubre de 2018 anuncià que a començaments de abandonà les seves activitats dintre del món de l'espectacle, mantenint-se a Johnny & Associates en l'àmbit de la producció d'espectacles, com poden ser concerts, entre d'altres, a més de l'entrenament i aprenentatge dels Johnny's Jr., seguint l'exemple de Johnny Kitagawa. El seu retir, formalitzat a començaments de 2019, juntament amb la marxa de Tsubasa Imai de l'agència, suposà la desaparició del duo Tackey & Tsubasa. El gener de 2019 va convertir-se en president de Johnny's Island Inc., una nova filial de l'agència J&A encarregada de la producció de nous talents. El seu nomenament va coincidir amb el canvi de política de l'empresa en la promoció dels seus artistes i actes, que ha permès penjar imatges i vídeos a Internet, el mateix Takizawa ha produït, entre d'altres, vídeos promocionals a Youtube de grups a debutar, com SixTONES. El setembre de 2019 fou nomenat vicepresident executiu de l'agència Johnny's, al costat de la nova presidenta, Julie Fujishima, neboda de Kitagawa.

## Discografia
En solitari ha llançat els següents senzills:
| Títol (transcripció)    | Títol (japonès)        | Data de llançament | Posició a Oricon |
| ----------------------- | ---------------------- | ------------------ | ---------------- |
| Ai·Kakumei              | 愛・革命               | 07.01.2009         | 1ª               |
| Sha·la·la／Mune no Hane | シャ・ラ・ラ／無限の羽 | 06.05.2009         | 1ª               |
| Hikari Hitotsu          | ヒカリひとつ           | 23.09.2009         | 1ª               |